# Fada Futebol Clube
O Fada Futebol Clube foi um clube brasileiro de futebol da cidade de Santo Anastácio.
A equipe foi fundada em 10 de maio de 1940 e extinta em 1966, disputando vários campeonatos amadores e regionais, mas apenas uma edição do profissional, o campeonato paulista da terceira divisão de 1955.
A intenção inicial era chamar a equipe de Federação Anastaciana de Desportos Atléticos, nome que não pode ser registrado na Federação Paulista de Futebol, por conter a palavra "Federação".

## Participações em estaduais
- Terceira Divisão (atual A3) = 1 (uma) - 1955 [1]

## Títulos
- Campeonato amador reginal - 1945, 1946, 1950[1]
- Campeonato municipal - 1956, 1958